# Brilbladneusvleermuis
De brilbladneusvleermuis (Carollia perspicillata) is een vleermuis uit de familie Bladneusvleermuizen van de Nieuwe Wereld (Phyllostomidae). De wetenschappelijke naam van de soort werd in 1758 als Vespertilio perspicillatus door Carl Linnaeus gepubliceerd. De typelocatie is Suriname. De soort komt voor van Oaxaca, Veracruz en Yucatán in Mexico tot Bolivia, Paraguay en Zuidoost-Brazilië; daarnaast op Trinidad en Tobago, en mogelijk Jamaica en de noordelijke Kleine Antillen. Op Grenada komt hij echter waarschijnlijk niet voor. Hoewel er geen ondersoorten worden onderscheiden, bestaan er mogelijk wel enkele.

## Kenmerken
De brilbladneusvleermuis heeft een donkerbruine tot roestige kleur. De kop-romplengte is ongeveer 5 tot 6,5 centimeter en het gewicht 10 tot 20 gram. Hun armlengte is 35 tot 45 millimeter. Een bijzonder kenmerk dat in 2013 ontdekt werd, zijn de rekbare pezen van biceps en triceps. Om op te stijgen, spannen ze die aan. Uit berekeningen blijkt dat de manier waarop de vliegspieren in deze dieren bewegen alleen niet voldoende kracht levert om van de grond te komen. Voorheen werd gedacht dat de pezen van kleine zoogdieren te stijf en te dik zijn om te rekken. Het is niet onderzocht of dit kenmerk ook bij andere vleermuizen voorkomt.

## Gedrag
De brilbladneusvleermuis gaat in één nacht op verschillende plekken op zoek naar voedsel. Ze jagen in zwermen van een paar honderd vleermuizen. Bij zonsondergang vliegen ze uit en gaan op zoek naar fruit in een gebied tot ongeveer 1,5 kilometer afstand van hun slaapplaats. De brilbladneusvleermuis eet voornamelijk fruit zoals piper, banaan en zaadjes, mango, koffie, amandel, guava en pitten van vruchten. Als dit voedsel schaars is, eten ze ook nectar van planten of insecten, om hun dieet aan te vullen.

### Sociaal gedrag en voortplanting
De brilbladneusvleermuis leeft met zo'n honderd tot duizenden in grotten, holle bomen of tunnels. In hun verblijfplaats leven de vleermuizen in goed verdeelde groepjes. De meeste mannetjes leven in aparte "vrijgezellengroepjes". De vrouwtjes leven in groepjes, ook wel harems genoemd, van 10 tot 20 vrouwtjes. Iedere harem heeft 1 volwassen mannetje, dat de harem overdag beschermt tegen indringers of andere mannetjes. 's Nachts blijven de mannetjes hun harem beschermen als de vrouwtjes en de vrijgezelle mannetjes naar eten aan het zoeken zijn. De beschermende mannetjes maken de tijd dat ze weg zijn van hun harem zo kort mogelijk door van planten te eten die vlak bij hun verblijfplaats zijn te vinden.
Als beloning van hun continue bescherming, hebben de beschermende mannetjes exclusieve rechten bij het paren met de vrouwtjes van hun eigen harem. Het paren gebeurt zo’n twee keer per jaar. De eerste periode is van juni tot augustus, als de fruitproductie het hoogst is. De tweede periode is van februari tot mei, als de bloemen beginnen te bloeien na het droge seizoen. Na een zwangerschapsperiode van 115 tot 120 dagen bevallen de vrouwtjes van één jong. Eenmaal in de lente en eenmaal in de zomer. De jongen zijn ongeveer 5 gram bij hun geboorte. De eerste weken na de bevalling dragen de vrouwtjes hun jong tijdens de jacht. Als de jongen te groot worden om te dragen, blijven ze 's nachts in hun hol voor de rest van de zes weken, tot ze gespeend worden.
De vrouwtjes zijn binnen een jaar geslachtsrijp, waardoor ze op hun eerste verjaardag al zwanger zijn. De mannetjes zijn geslachtsrijp in hun tweede jaar, maar om te kunnen voortplanten moeten ze eerst toegang krijgen tot een groep met vrouwtjes en dat duurt meestal een paar jaar.
Er worden meestal 2 keer zo veel mannetjes geboren als vrouwtjes, maar omdat de levensduur van de vrouwtjes langer is dan die van de mannetjes blijft de verhouding 1:1.

## Leefgebied
De brilbladneusvleermuis leeft in tropische loofbossen, matig regenwoud en matige bossen van vochtig groen of droge loofbomen. Ze hebben de voorkeur voor een woonhoogte van 1000 tot 1500 m boven de zeespiegel, maar ze leven ook in bossen die gaan tot een hoogte van 2400 m. De brilbladneusvleermuis kan maximaal 9 jaar oud worden in het wild en 19 jaar als het in gevangenschap leeft. Deze soort is op sommige plaatsen extreem algemeen: zo werden er in Paracou 1142 exemplaren gevangen.

## Synoniemen
Cloutier & Thomas (1992) onderscheiden geen ondersoorten, Gardner (2007) doet dat wel. Afhankelijk van die opvatting zijn Carollia azteca en Hemiderma tricolor ofwel ondersoorten, ofwel synoniemen.
- Glossophaga amplexicauda É. Geoffroy Saint-Hilaire, 1818
- Phyllostoma brachyotos Schinz, 1821
- Carollia braziliensis Gray, 1838
- Phyllostoma calcaratum Wagner, 1843
- Carollia verrucata Gray, 1844
- Carollia azteca Saussure, 1866
- Hemiderma brevicaudatum Thomas, 1892
- Hemiderma tricolor Miller, 1902

Carollia benkeithi · Carollia brevicauda · Carollia castanea · Carollia colombiana · Carollia manu · Carollia monohernandezi · Carollia perspicillata · Carollia sowelli · Carollia subrufa